# Louis Desplagnes
Louis Desplagnes, né à Lyon le 10 décembre 1871 et mort à Walscheid le 20 août 1914 lors des combats de la Première Guerre mondiale, est un militaire et explorateur français.

## Biographie
Louis Desplagnes est issu d’une famille bourgeoise. Le 30 août 1890, à dix-neuf ans il obtient le diplôme de bachelier ès sciences de l’Académie de Lyon. 
Il entre par la suite à l’école militaire de Saint-Cyr et obtient le diplôme de l’Institut géographique de Paris.  
Le 1er février 1895 il est transféré en Algérie où il reste jusqu'au 24 août 1895. Dès le lendemain il est muté comme sergent au 1er régime étranger d’infanterie au sein de l’Expédition de Madagascar. 
Le 1er août 1898 il est nommé sous-lieutenant d’infanterie et en 1899 il participe à l’expédition Sénégal-Soudan. Le 7 juillet 1900 il reçoit le brevet de lieutenant au 2e régiment de tirailleurs sénégalais. En 1901, il est commandant de poste à Goundam (Mali). Il entreprend alors les fouilles du tumulus de Killi. Pour cette entreprise, le ministre de l’Instruction publique et des Beaux-Arts le propose au titre d’officier de l’Académie des Beaux-arts. 

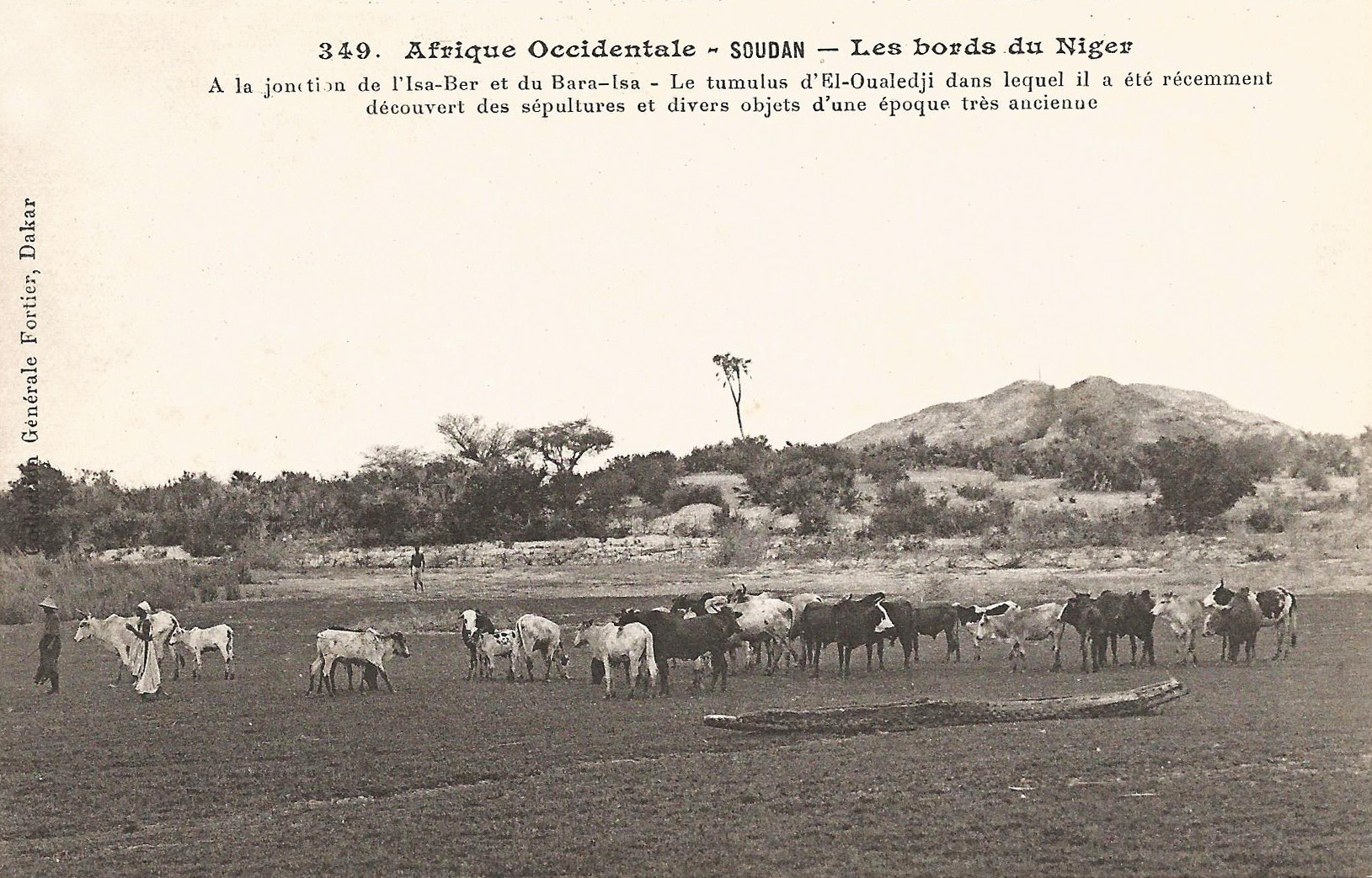
Le tumulus d'El Oualedji (photo Fortier).

Dans le cadre de la Mission Desplagnes, mandatée par l’Académie des inscriptions et Belles-lettres sous le patronage du Musée d’ethnographie du Trocadéro, entre 1903 et 1904, il explore en pirogue le cours du Niger au sud de Gao jusqu’à son confluent avec le Sirba. Une fois revenu au Nord, il entreprend les fouilles archéologiques du tumulus d’El Oualedji. 
Le 22 décembre 1904, il quitte Tombouctou et commence une seconde partie de sa mission : le voyage à Bandiagara – où Louis Desplagnes fera des relevés topographiques dans la partie du territoire que les géographes nomment « le Plateau Central Nigérien ». 
La mission se termine le 19 juillet 1905. Louis Desplagnes rentre en France en 1906 et se retire à La Galère (à proximité de Cannes). C’est à cette période qu’il écrit Le Plateau central nigérien, qui rassemble les résultats de ses recherches effectuées lors de ses voyages de 1901 à 1905 dans la région des tumuli et au Pays Dogon. 
À la fin de l'année 1906, il visite le massif du Fouta-Djalon et documente les vestiges préhistoriques et les peuples de cette zone. Le 8 août 1907 il part de Kayes (Mali) en direction du Dahomey (actuel Bénin), chargé d’une nouvelle mission qui s’achèvera le 17 septembre 1909. Avec le docteur Bonet, il étudie les maladies tropicales locales. La même année, il est promu capitaine du 2e régiment d’infanterie coloniale. 
En 1912, il est envoyé en Cochinchine (région au sud de l’actuel Viêt Nam), mais il est appelé au front au début de la Première Guerre mondiale. Le 20 août 1914 il est tué à Harberg, près de Walscheid en Lorraine.

## Collections Desplagnes
- Lyon, Musée des Confluences :

Le 26 août 2009, Nicole Dumoulin donne au musée des Confluences un fonds photographique de son grand-oncle Louis Desplagnes. Le fonds comprend trois albums de photos anciennes, des tirages isolés, un lot de films négatifs roulés et 359 plaques de verre. Certaines de ces photographies sont reproduites de manière inédite dans l'ouvrage de Ferdinando Fagnola, Voyage à Bandiagara. Sur les traces de la mission Desplagnes 1904-1905. La première exploration du pays Dogon. 
- * Nanterre, Maison Archéologie et Ethnologie René-Ginouvès, Bibliothèque Eric de Dampierre, Université Paris-Nanterre :

Documents manuscrits transmis à la Société des Africanistes par J-P Lebeuf : notes, carnets de routes (dont un Carnet de route, 1904-1905, inédit), études et correspondance. Indispensables pour comprendre la mission, ces carnets comportent des notes de terrain, de nombreux dessins et croquis de bâtiments, d'objets, de rituels, ainsi que des cartes géographiques. 
- Paris, Musée du quai Branly :

Objets (appuie-nuques, pierres peintes initiatiques, statuaires, etc. identifiés d’origine tellem, pré-dogon ou dogon) et photographies légués par Louis Desplagnes au musée d’ethnographie du Trocadéro.

## Publications
- « Les oasis de la région de Bilma », dans Bulletin de la Société de Géographie de l’AOF, vol. 2, no 30, 1903, p. 608-656 et 740-794.
- « Étude sur les tumuli du Killi dans la région de Goundam », dans Anthropologie, 1903, p. 151-173 Lire en ligne sur Gallica.
- « Les nains de l’Afrique tropicale », dans Anthropologie, 1905, p. 244-247.
- « La région du Moyen-Niger », dans Annales de Géographie, 1906, p. 177-180 Lire en ligne.
- « Notes sur les origines des populations nigériennes », dans lAnthropologie, 1906, p. 525-547.
- « Le Plateau central Nigérien. Conférence à la Société de géographie », dans Bulletins et mémoires de la Société d’anthropologie de Paris, 1906, p. 73-86.
- « Une mission archéologique dans la vallée du Niger », dans La Géographie, 1906, p. 81-90 Lire en ligne sur Gallica.
- « Le Plateau central nigérien. Résumé », dans Bulletin de géographie historique et descriptive, 1906, p. 65-81.
- Le Plateau central nigérien : une mission archéologique et ethnographique au Soudan, Paris, Larose, 1907, 504 p. Lire en ligne sur Gallica.
- « Les sources du Bakoy. Région aurifères au Soudan », dans La Géographie, 1907, p. 225-235 Lire en ligne sur Gallica.
- « Note sur l’emplacement des ruines de Ganna ou Gannata ancienne capitale soudanaise antérieure à l’islam », dans Bulletin de la Société de géographie de l’AOF, vol. 31, no 4, 1907, p. 298-301.
- « Découverte de divers gisements d’archéologie préhistorique en Guinée française », dans Bulletins et mémoires de la Société d’anthropologie de Paris, no 8, 1907, p.s 59-65. Lire en ligne.
- « L’archéologie préhistorique en Guinée française », dans Bulletin de la Société de géographie commerciale de Bordeaux, 1907, p. 69-76.
- « Notes sur Bilma et les oasis environnants », dans Revue Coloniale, vol. 7, no 51, 1907, p. 361–386.
- « Les ruines de Ganna vieille métropole soudanaise », dans Bulletin de géographie historique et descriptive, 1908, p. 33-36.